# Auguste Toulmouche
Pour les articles homonymes, voir Toulmouche.
Auguste Toulmouche, né le 21 septembre 1829 à Nantes et mort le 16 octobre 1890 à Paris, est un peintre français.

## Biographie

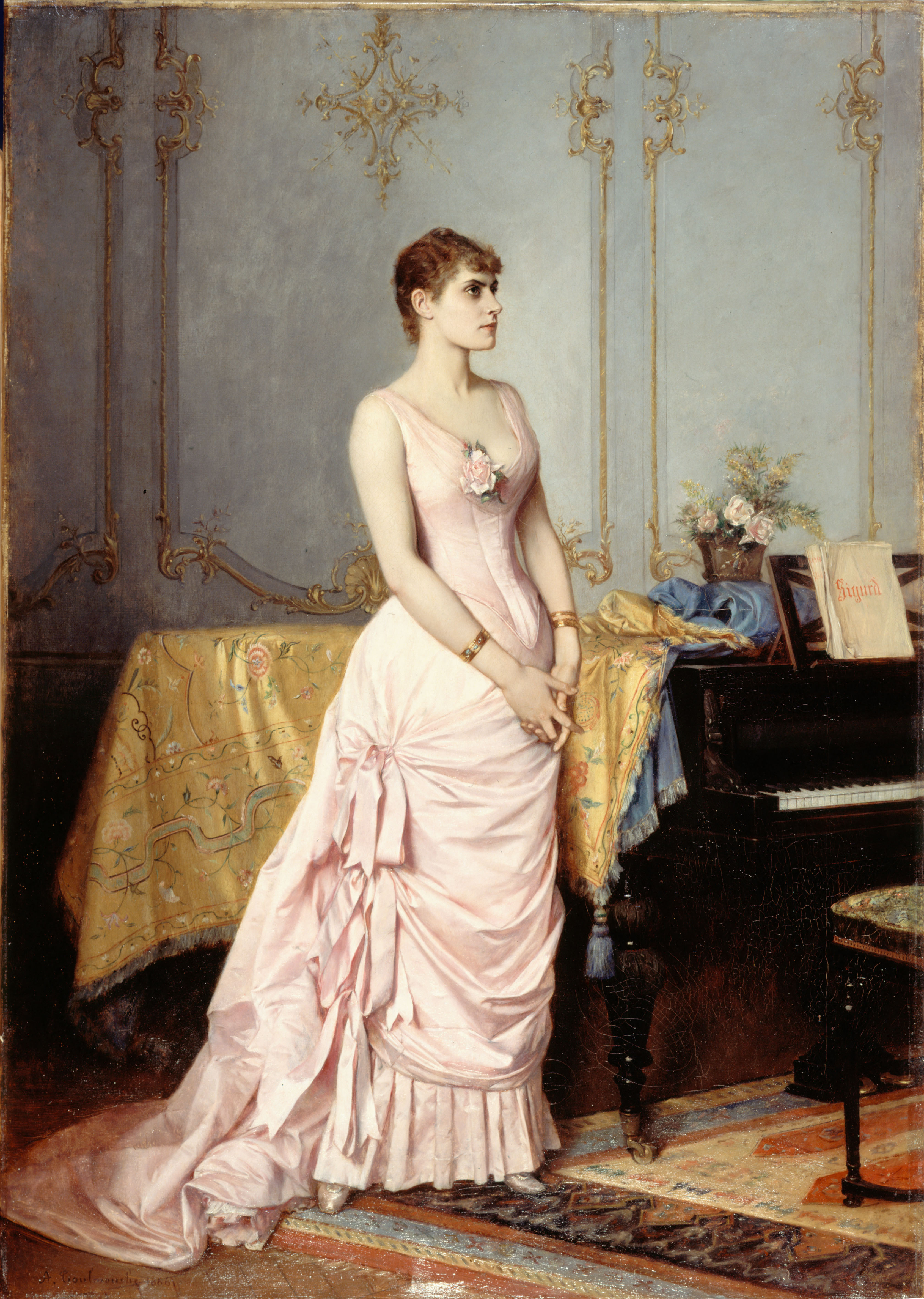
Rose Caron (vers 1880), Paris, musée Carnavalet.

Fils d'Émile Toulmouche et de Rose Sophie Mercier, une famille de la bourgeoisie aisée nantaise dont le père exerce la métier de courtier, il habite avec ses parents et son frère aîné, Émile Toulmouche (3 juillet 1825 - 8 mai 1842) , au premier étage d'un appartement situé au 12 bis, rue de la Fosse. Avant 1840, les Toulmouche déménagent au 33, rue de la Bastille, dans une maison que le chef de famille a fait construire sur un terrain situé près du poste de l'octroi, à la limite de Nantes et de la commune de Chantenay-sur-Loire.
Élève de Charles Gleyre, Toulmouche est retenu par l'histoire de l'art comme un des peintres de la vie Parisienne : Émile Zola parle des « délicieuses poupées de Toulmouche ». Il débute au Salon en 1848 et il obtient, au Salon de 1852, une médaille de 3e classe avec Joseph et la femme de Putiphar. Il est à nouveau récompensé  en 1861 puis lors de l'Exposition universelle de 1878.
Il devient le cousin par alliance de Claude Monet, à la suite de son mariage le 2 décembre 1861 à Nantes avec Marie Lecadre, fille de l'avocat nantais Alphonse Henri Lecadre, propriétaire de l'abbaye Blanche-Couronne. La cérémonie civile est célébrée en présence de René Waldeck-Rousseau, futur maire de Nantes. Le peintre est chargé par la famille de Monet de veiller à ce que la pension qui lui est accordée, lui soit versée mensuellement en contrepartie de solides études et progrès auprès d'un maître en atelier.
Toulmouche est un des peintres mondains du Second Empire dont la thématique et la notoriété sont comparables à celles d'artistes comme Alfred Stevens ou Carolus-Duran.
Il est décoré de la Légion d'honneur en 1870.
Auguste Toulmouche meurt le 16 octobre 1890 en son domicile, au no 34, rue Victor-Massé dans le 9e arrondissement de Paris, et est inhumé au cimetière du Montparnasse (6e division) et ses restes y reposent jusqu'à la fin de la concession en janvier 1988 où ils ont été transférés dans l'ossuaire du Cimetière du Père-Lachaise.

## Œuvre
Musée d'arts de Nantes :
- Portrait de M. Marson, 1852
- La Leçon, 1854
- Femmes et enfant à la fontaine, 1856
- Un baiser, 1856
- La Réponse, 1861
- Dans la serre, 1883
- Le Billet, 1883

### La Fiancée hésitante
La Fiancée hésitante est une œuvre d'Auguste Toulmouche réalisée en 1866. Elle est exposée au Sotheby's New York et représente une mariée regardant droit vers le spectateur, entourée de trois autres femmes.
Cette peinture a été réutilisée à plusieurs reprises en 2023 dans le cadre d'un mème.

## Galerie

Œuvres attribuées à Auguste Toulmouche
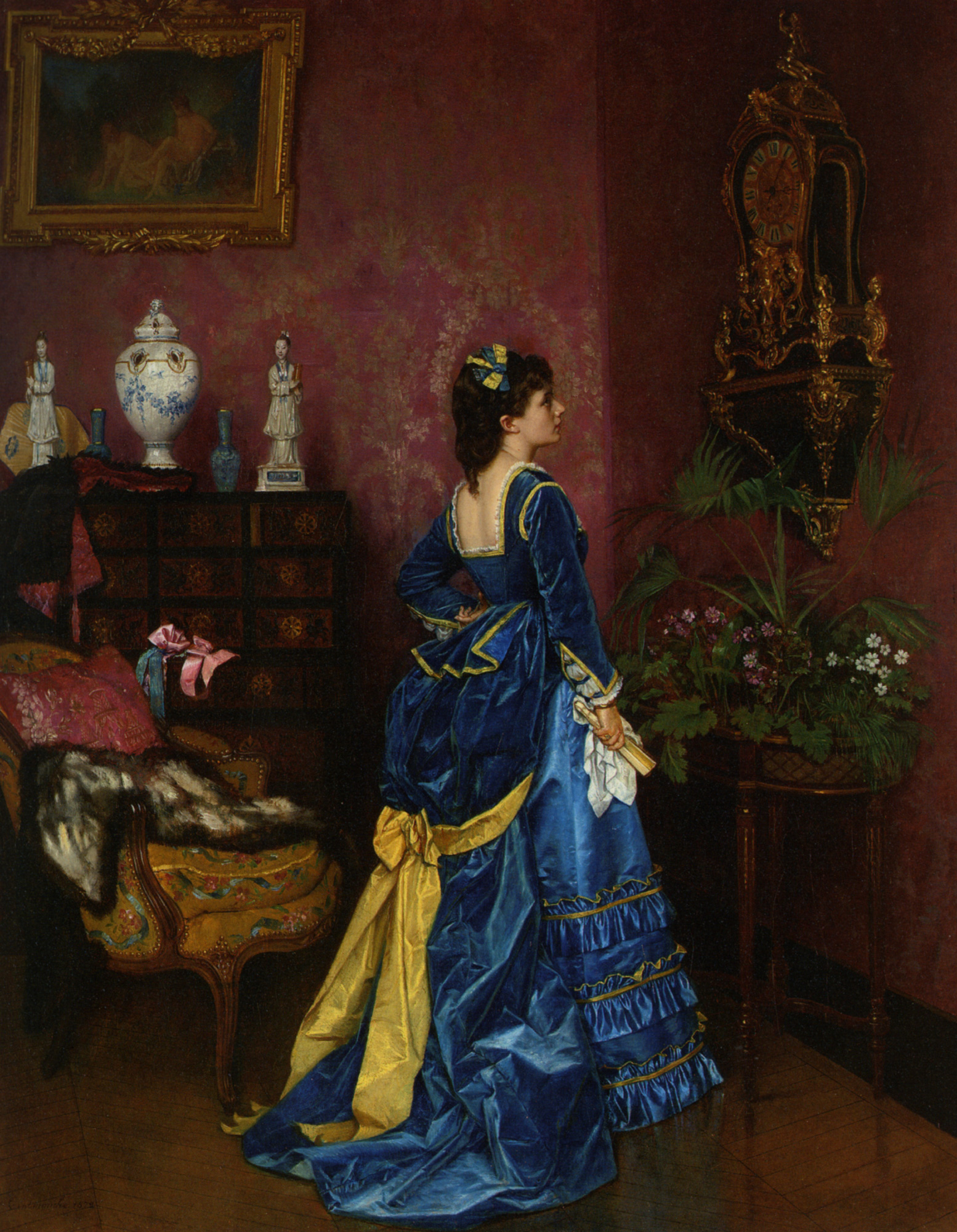
La Robe bleue.
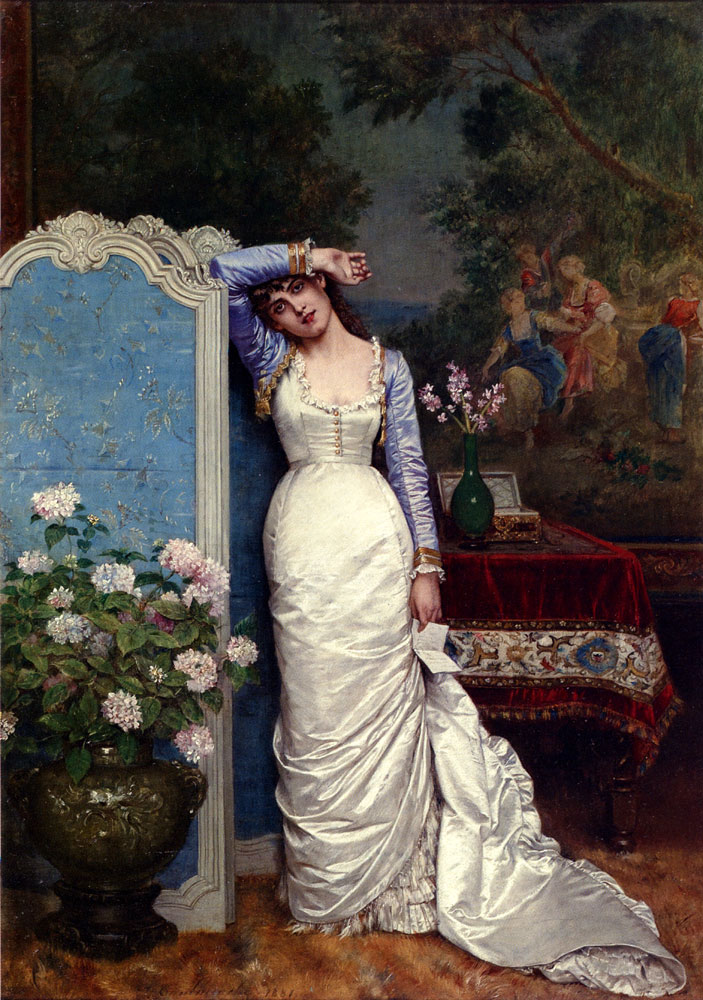
Jeune fille, intérieur.
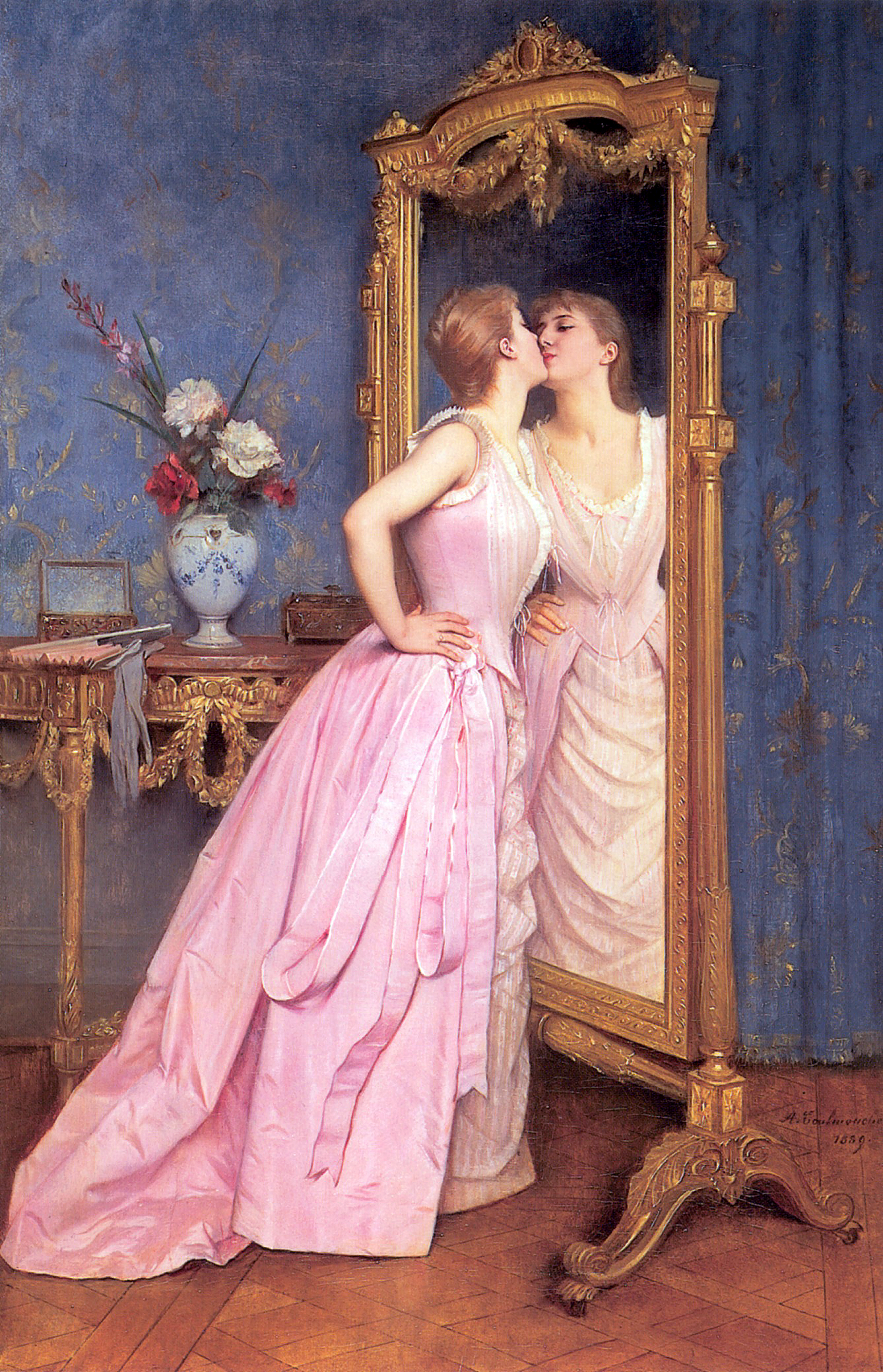
Vanité.
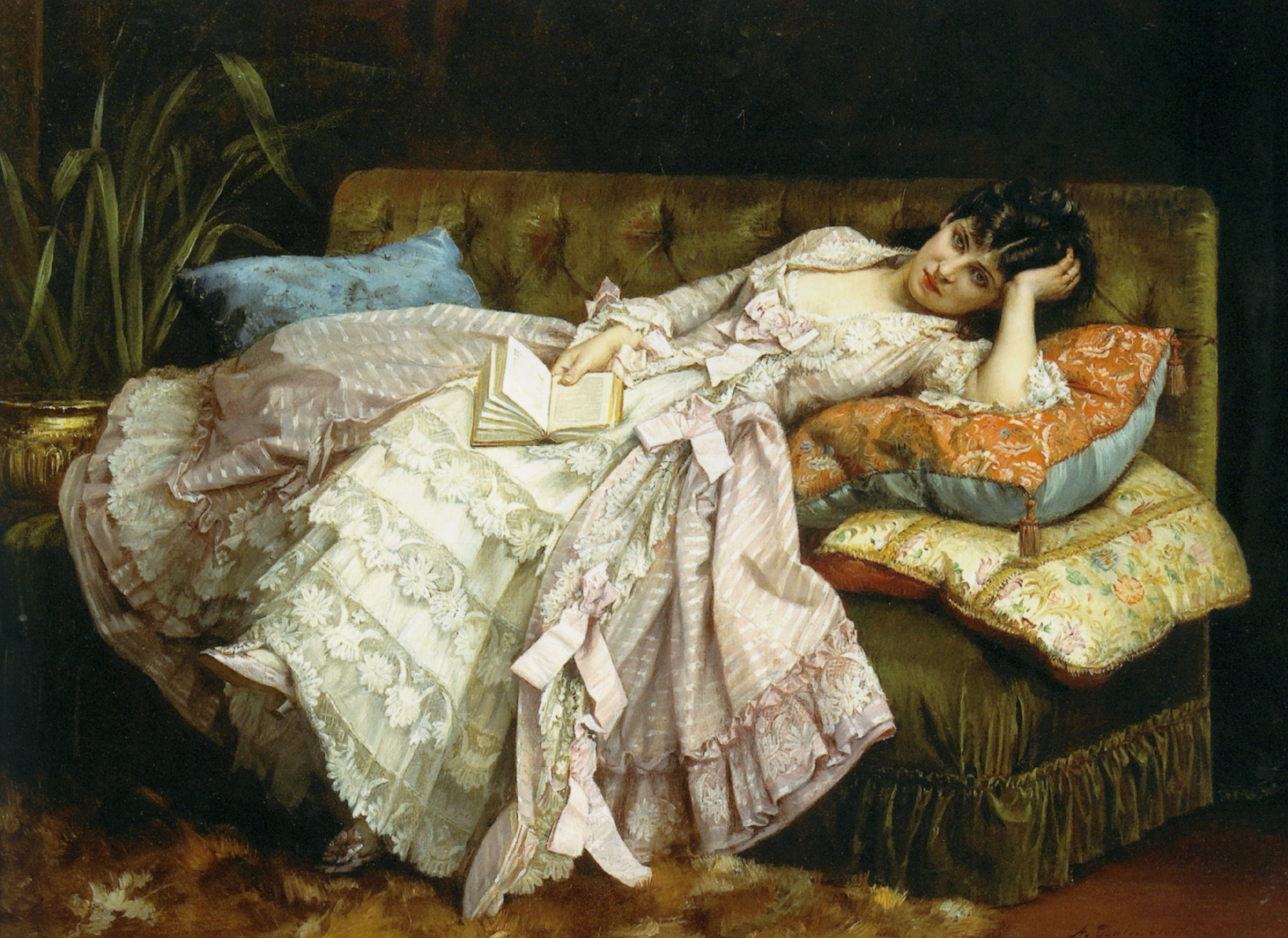
Dolce far niente.
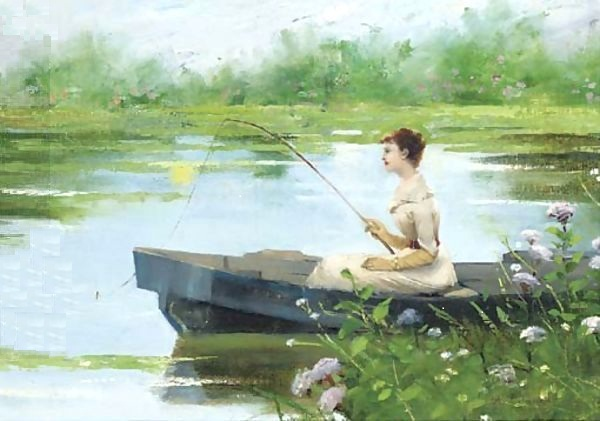
Une après-midi tranquille.
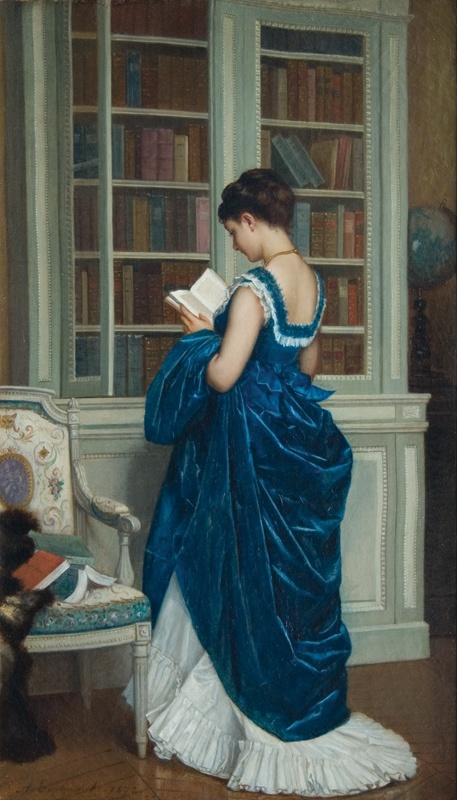
Dans la bibliothèque.
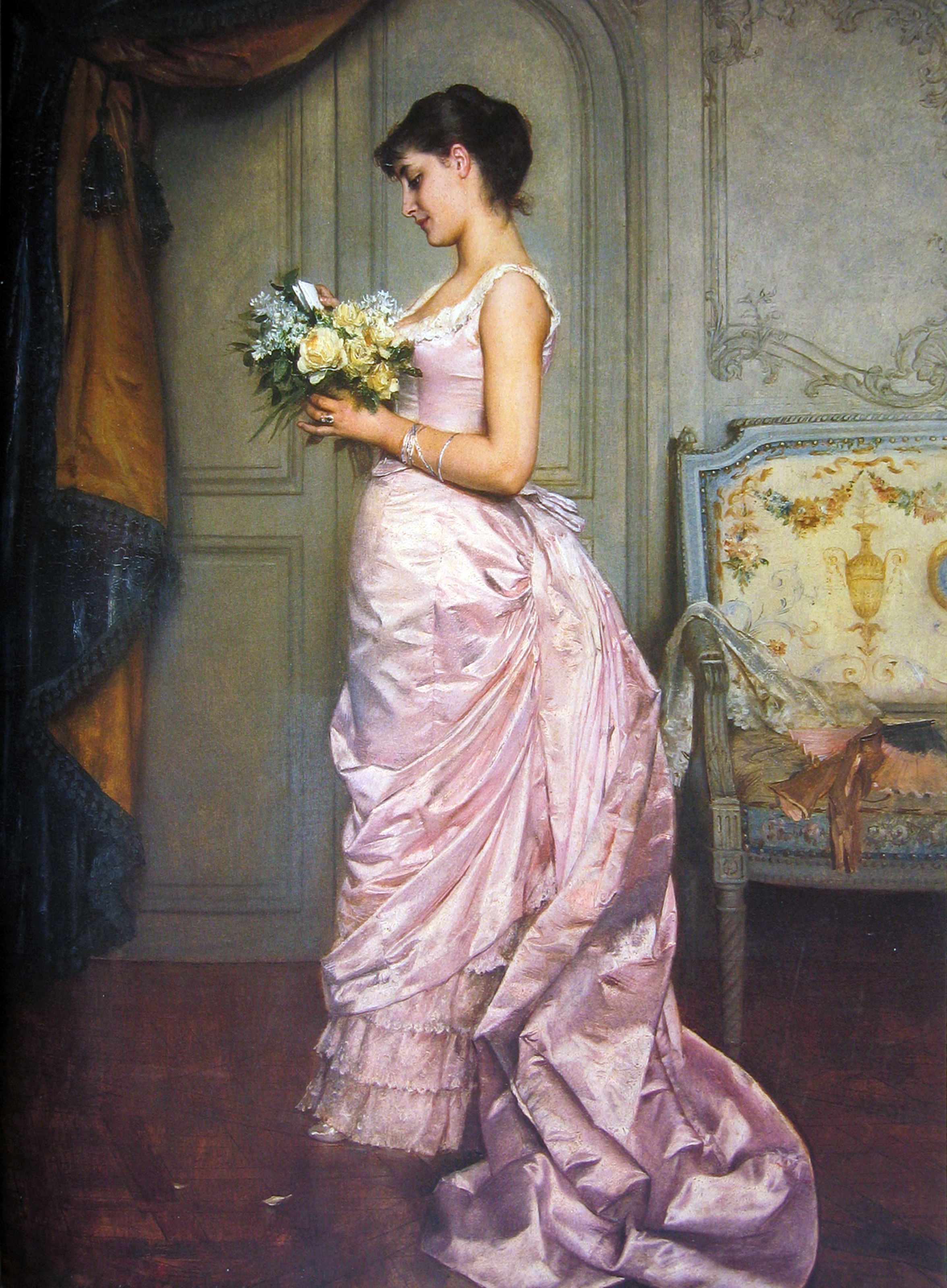
Le Billet, musée d'arts de Nantes[8].
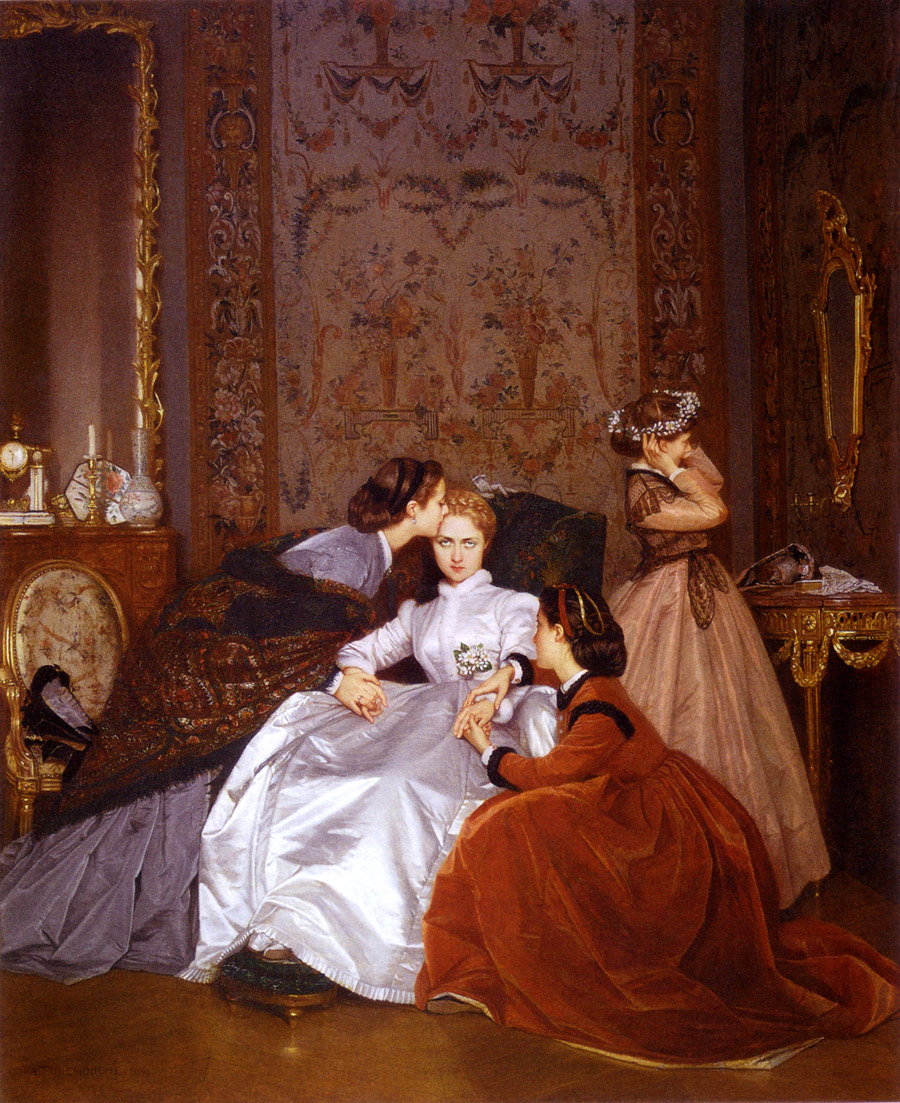
La Fiancée hésitante (1866).
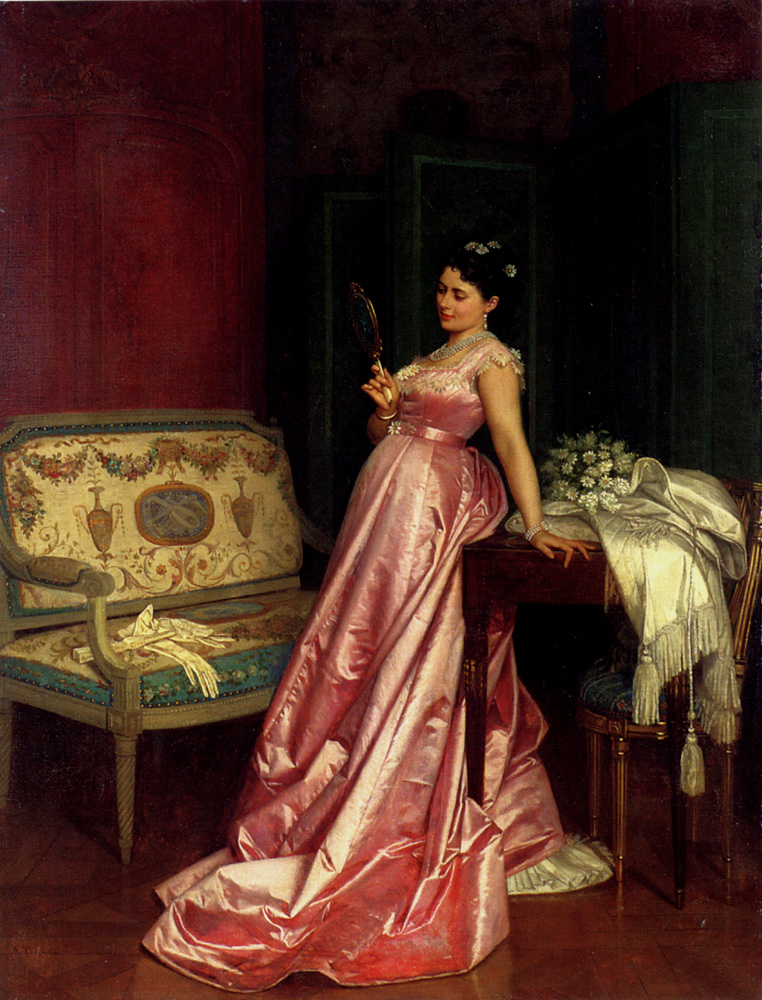
Le Miroir (1868).
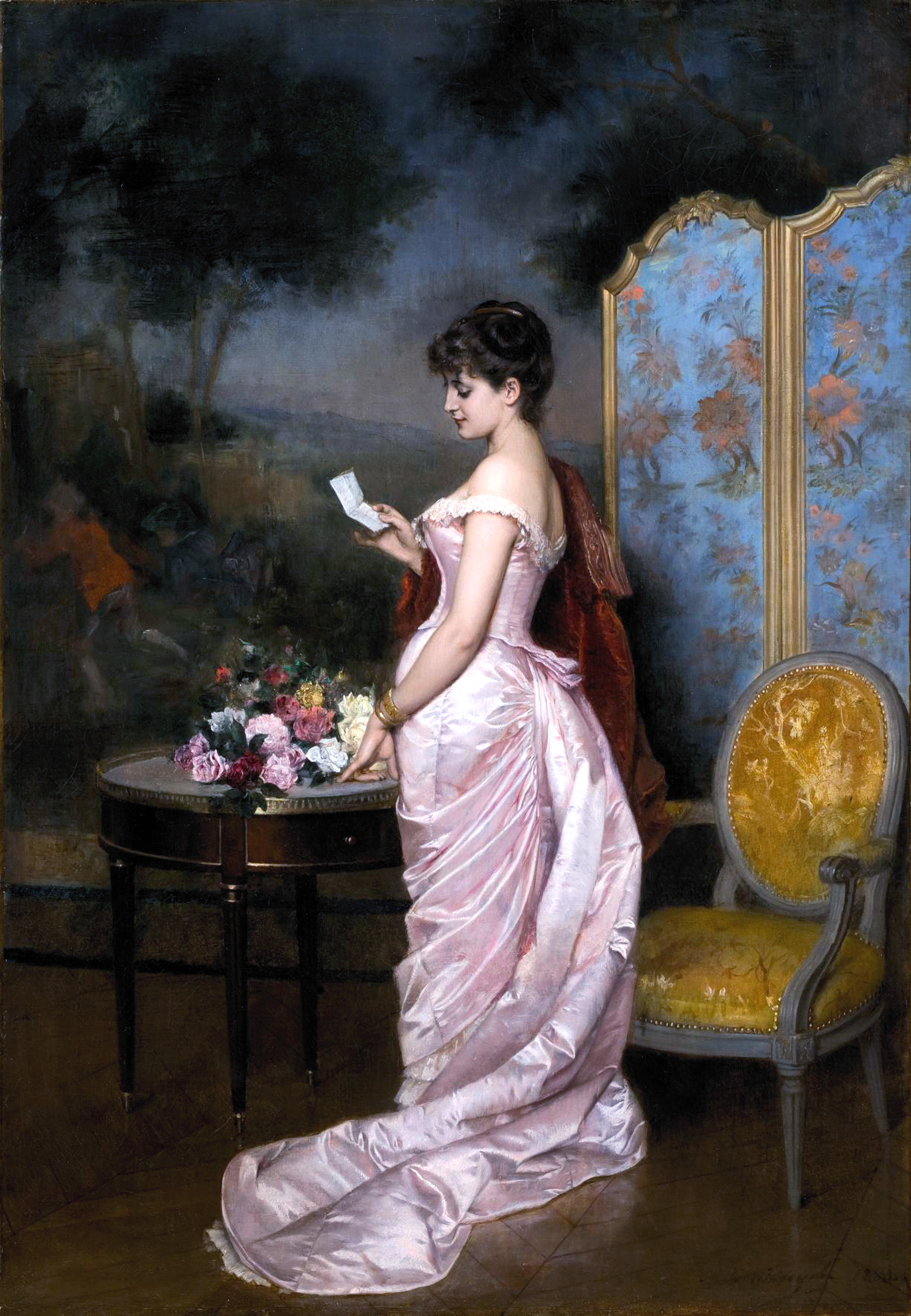
Le Billet (1883).
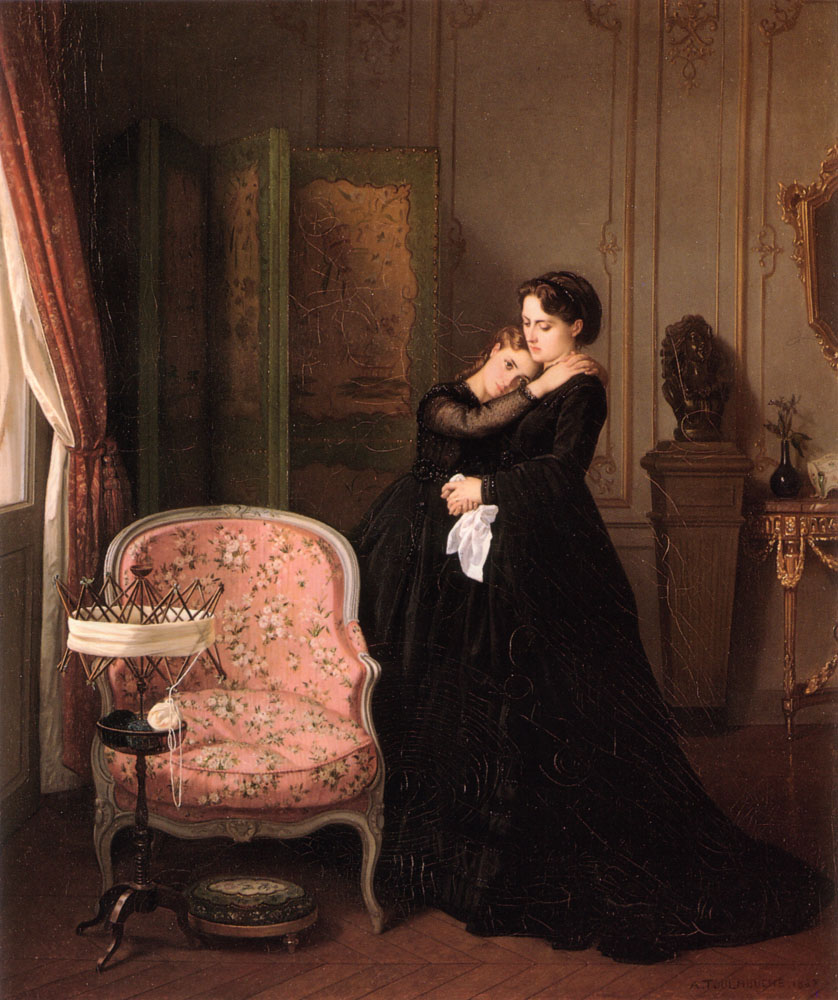
Consolation.
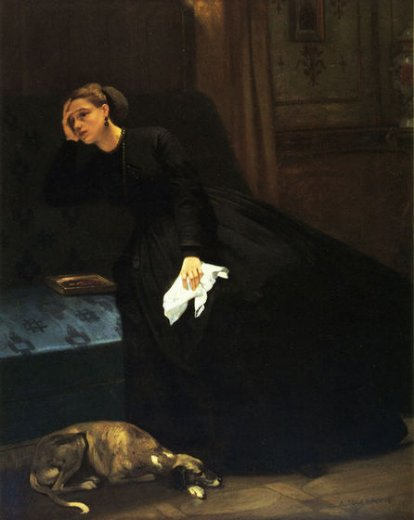
L'Amour perdu.

## Distinctions
- Chevalier de la Légion d'honneur (1870)